# Neuensien
Neuensien ist ein zur Gemeinde Sellin gehörendes Dorf auf der Ostseeinsel Rügen in Mecklenburg-Vorpommern.

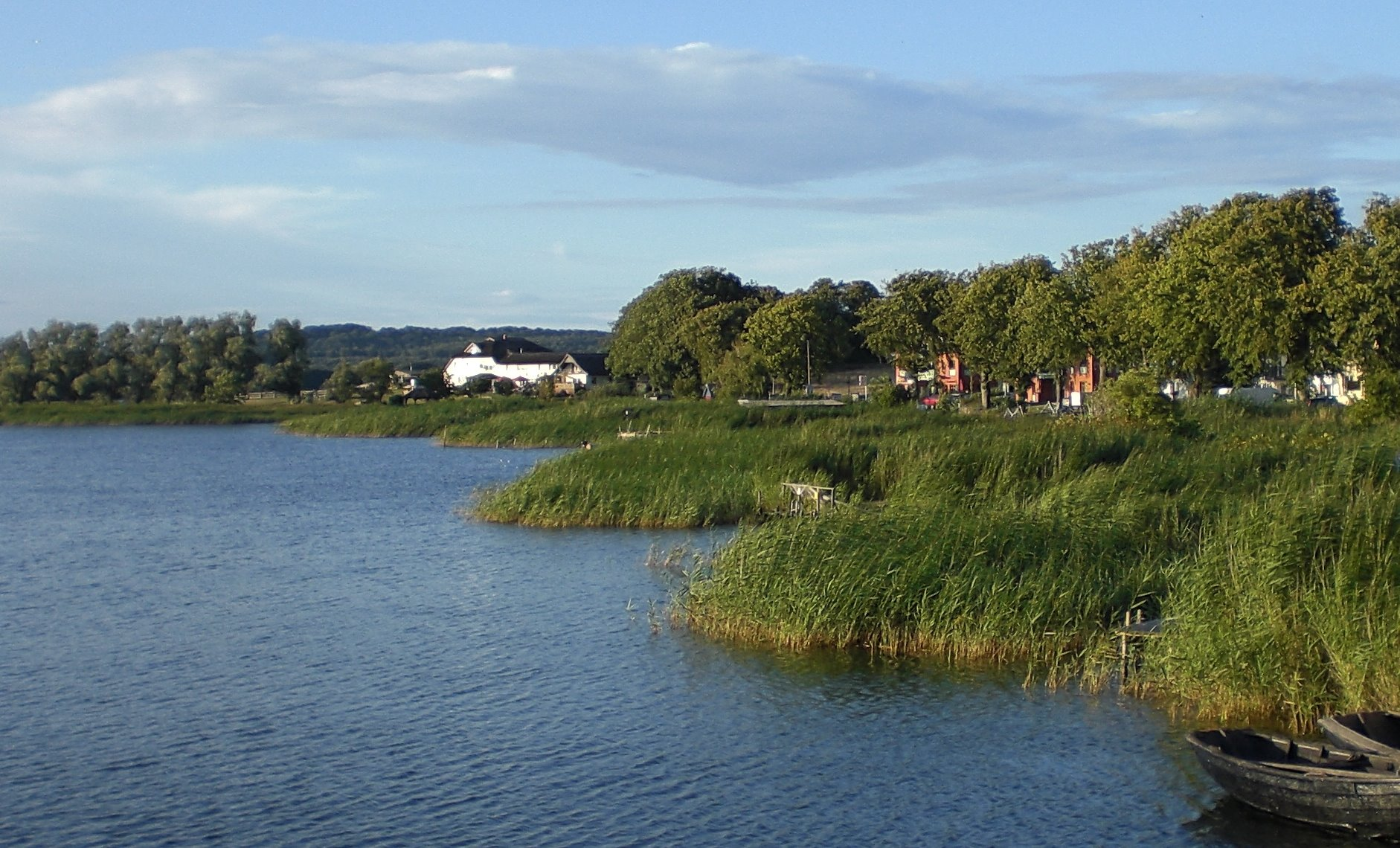
Neuensien am Ufer des Neuensiener Sees

## Lage
Der Ort liegt am Ostufer des Neuensiener Sees. Östlich des Ortes erhebt sich die 43,2 m ü. NHN hohe Anhöhe Hoher Berg. Die Kuppe steht unter Naturschutz. Durch Neuensien führt die Straße zum südlich gelegenen ebenfalls zu Sellin gehörenden Seedorf. Die Bebauung beider Orte geht ineinander über. Nördlich des Orts befand sich der jetzt wüste Hof Lesten.

## Geschichte
Die erste urkundliche Erwähnung Neuensiens stammt aus dem Jahr 1318. Anlässlich der Erhebung einer Kornsteuer durch den Bischof von Roskilde wurde der Ort als Nova Swertzin erwähnt. Das Dorf galt als wohlhabend.

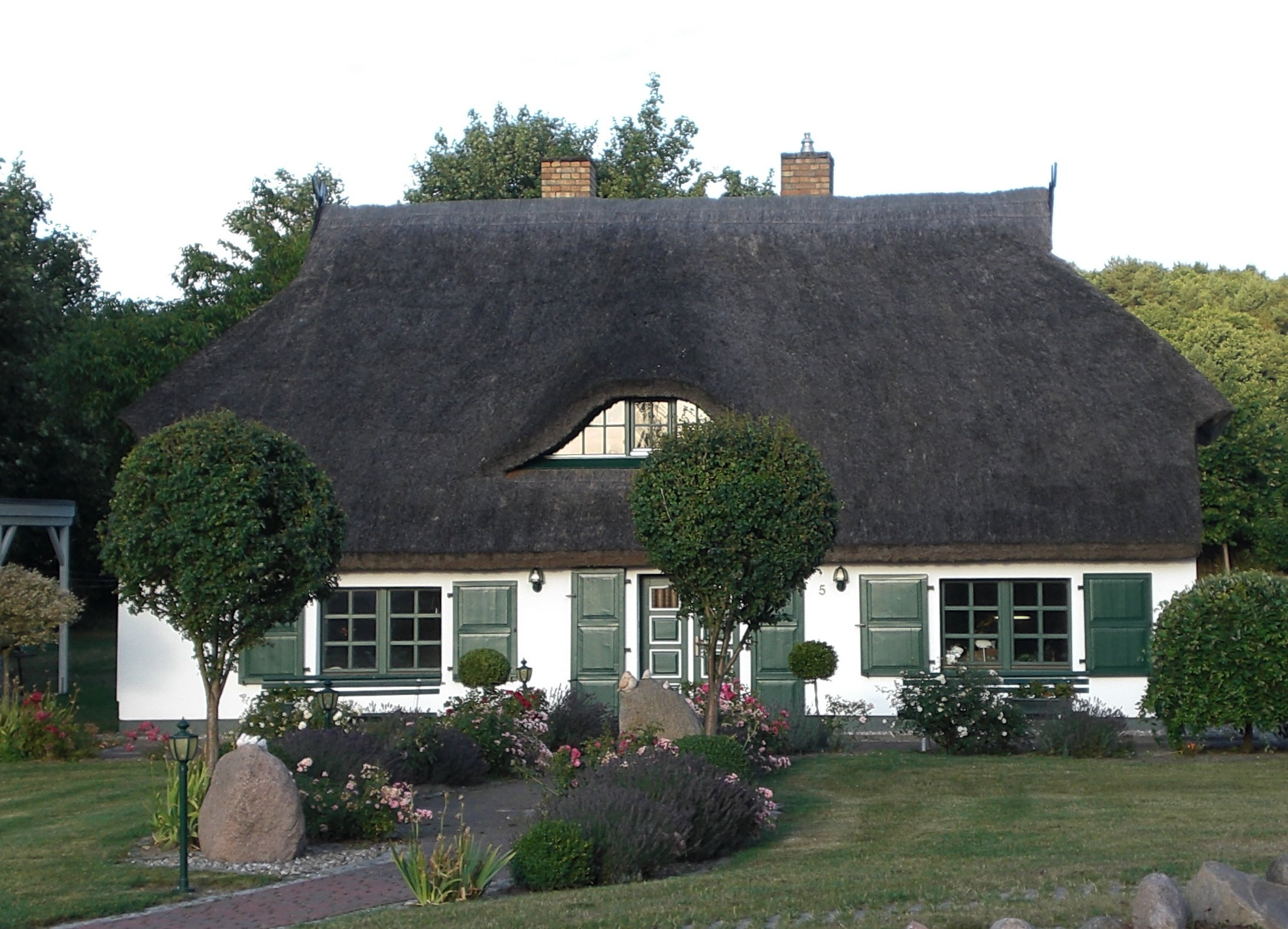
Wohnhaus in Neuensien

Neben der Landwirtschaft spielte aufgrund der günstigen Lage des Ortes auch die Fischerei eine wichtige Rolle. Mit einem Viermannsboot und einem Zuggarn betrieben die Neuensiener im 18. Jahrhundert gemeinschaftlichen Fischfang. Auch die Fischerei mit Fischeisen, Aalspeer, Reuse und Stellnetz war verbreitet. Bei einer Neuordnung des Grundbesitzes des Hauses Putbus, zu dem Neuensien gehörte, im Jahr 1809 bestimmte Fürst Wilhelm Malte zu Putbus, dass das Gebiet südlich von Neuensien an der Lancker Bek für die Ansiedlung von Fischern und Schiffern vorgehalten wird. Eine Erweiterung Neuensiens um diesen Bereich unterblieb. Es entwickelte sich dann in den folgenden Jahren der Ort Seedorf, der im 19. Jahrhundert zu einem wichtigen Standort von Werften wurde.
In Seedorf wurde ab dem Ende des 19. Jahrhunderts die Tradition des Tonnenabschlagens gefeiert, die dann auch in Neuensien gepflegt wurde.
In der Zeit der DDR hatte eine Fischereigenossenschaft ihren Sitz in Neuensien. Im Zuge einer Gebietsreform wurde Neuensien zum 1. Januar 1962 mit Altensien, Moritzdorf und Seedorf nach Sellin eingemeindet.

## Wirtschaft
Obwohl Neuensien zum Ostseebad Sellin gehört, liegt es aufgrund seiner seeabgewandten Lage abseits der großen Touristenströme. Trotzdem hat sich in Neuensien und vor allem in Seedorf ein ruhigerer Tourismus entwickelt, der heute den wichtigsten Wirtschaftszweig des Ortes darstellt. In der Sommersaison fahren für die Urlauber Pendelbusse nach Sellin.